# Equatória Oriental
Equatória Oriental (em árabe: Sharq al-'Istiwa'iyah) é um  estado do Sudão do Sul. Tem uma área de 82 542 km² e uma população de 906 126 de habitantes (censo 2008). A cidade de Torite é a capital do estado.

## Divisões administrativas
O estado do Equatória Oriental está dividida em oito condados. Cada condado é chefiado por um Comissário de Condado, nomeado por Salva Kiir Mayardit, presidente do Sudão do Sul. Os condados e comissários são:
| Condados         | População (censo 2008) | Capital  | Commissários              |
| ---------------- | ---------------------- | -------- | ------------------------- |
| Torite           | 99 740                 | Torite   | Felix Otuduha Siro        |
| Lafon            | 106 161                | Lafon    | Caesar Oromo Urbano       |
| Magwi            | 169 826                | Magwi    | Peter Ochilo              |
| Ikotos           | 84 649                 | Ikotos   | Peter Lokeng Lotone       |
| Budi             | 99 199                 | Chukudum | Joseph Napengiro Lokolong |
| Capoeta do Norte | 103 084                | Riwoto   | Lokai Iko Loteyo          |
| Capoeta do Sul   | 79 470                 | Kapoeta  | Martin Lorika Lojam       |
| Capoeta Oriental | 163 997                | Narus    | Titos Lokwacuma Loteam    |